# 스케치
스케치(sketch)는 어떤 대상의 모양, 형태, 특징 등을 개략적으로 빠르게 그린 미완성 작품이다. 시각 표현의 기초가 되는 드로잉 과정에서 미술 작품의 디자인을 제작하기 전에 예비적인 착상을 기록해 두기 위해서 그리는 개략적인 밑그림 또는 단순한 약화로 아이디어를 수집, 검토, 협의, 평가하기 위한 목적으로 그린 그림이다.
스케치(sketch)라는 단어는 즉흥적인 완성을 의미하는 그리스어 낱말 σχέδιος(schedios)에서 비롯되었다.
스케치는 어떠한 드로잉 매개체를 통해서라도 만들 수 있다. 이 용어는 실버 포인트, 흑연, 연필, 목탄 또는 파스텔과 같은 건조한 매체에서 실행되는 그래픽 작업에 가장 자주 적용된다. 또한 펜과 잉크로 실행되는 도면, 디지털 펜, 볼펜, 마커 펜, 수채화 및 유성 페인트와 같은 디지털 입력에도 적용될 수 있다. 후자의 두 가지는 일반적으로 "수채화 스케치"와 "오일 스케치"라고한다. 조각가는 점토, 플라스티신 또는 왁스로 3차원 스케치를 모델링할 수 있다.

## 갤러리

주제, 스타일, 매개체
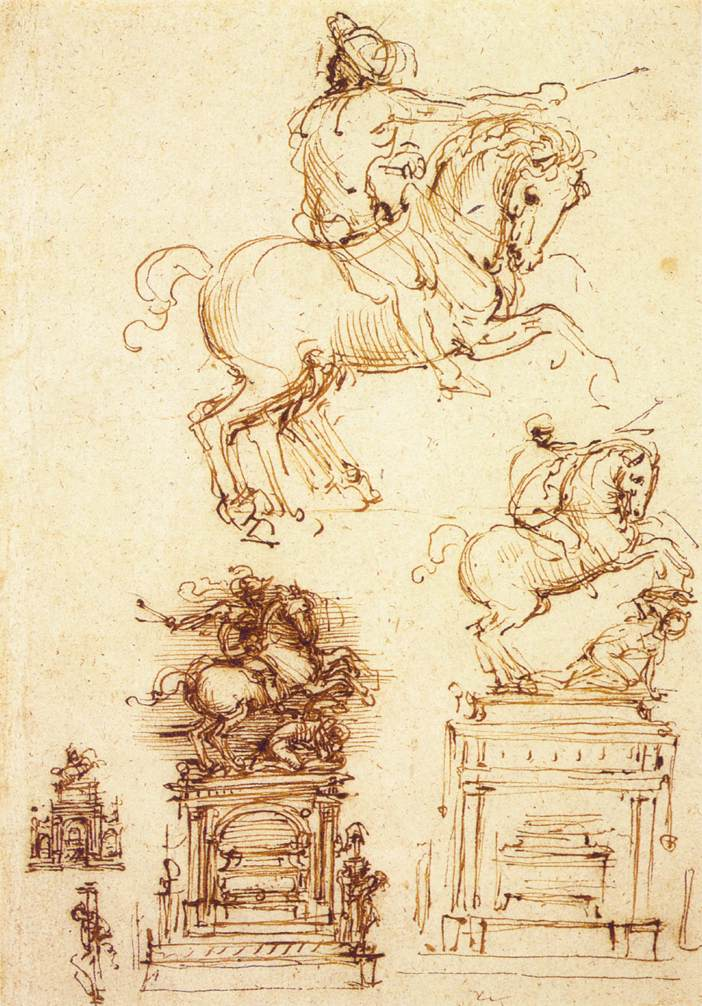
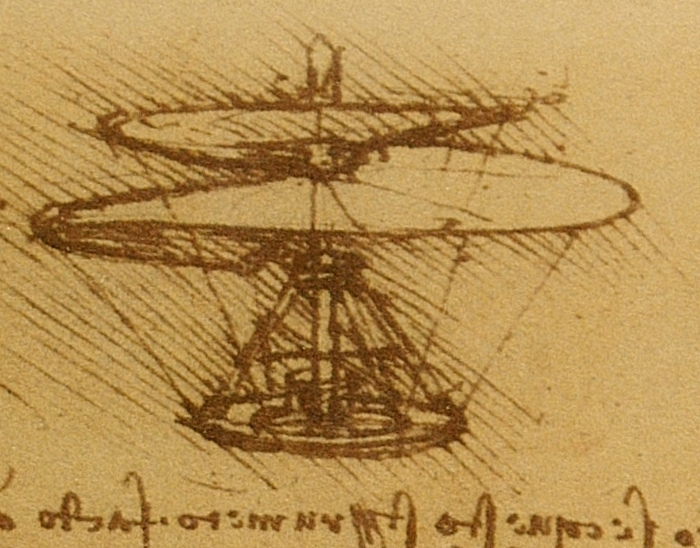
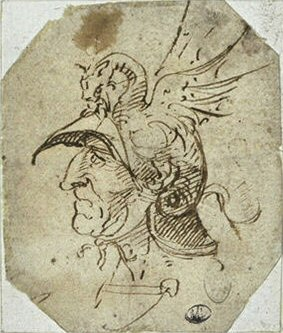
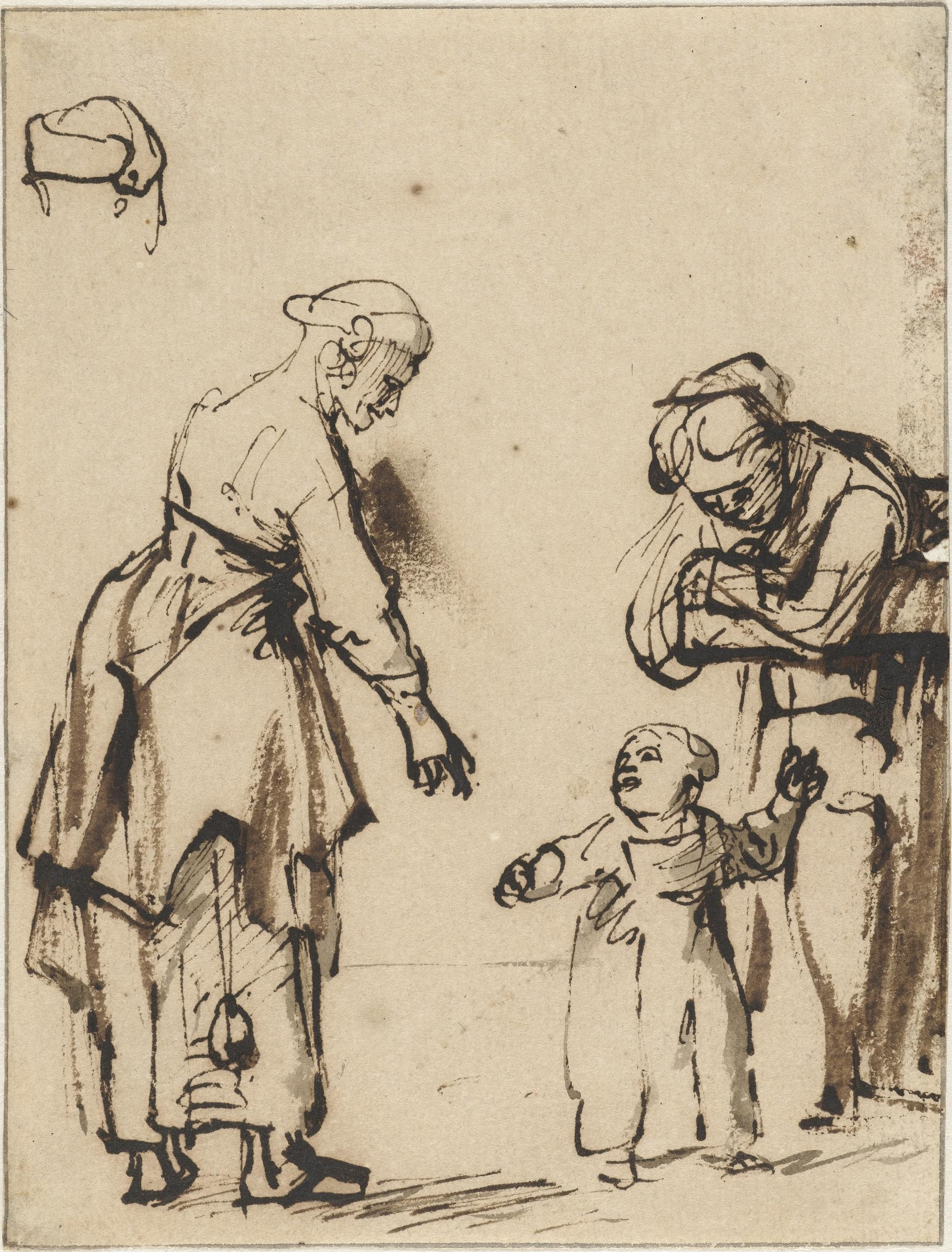
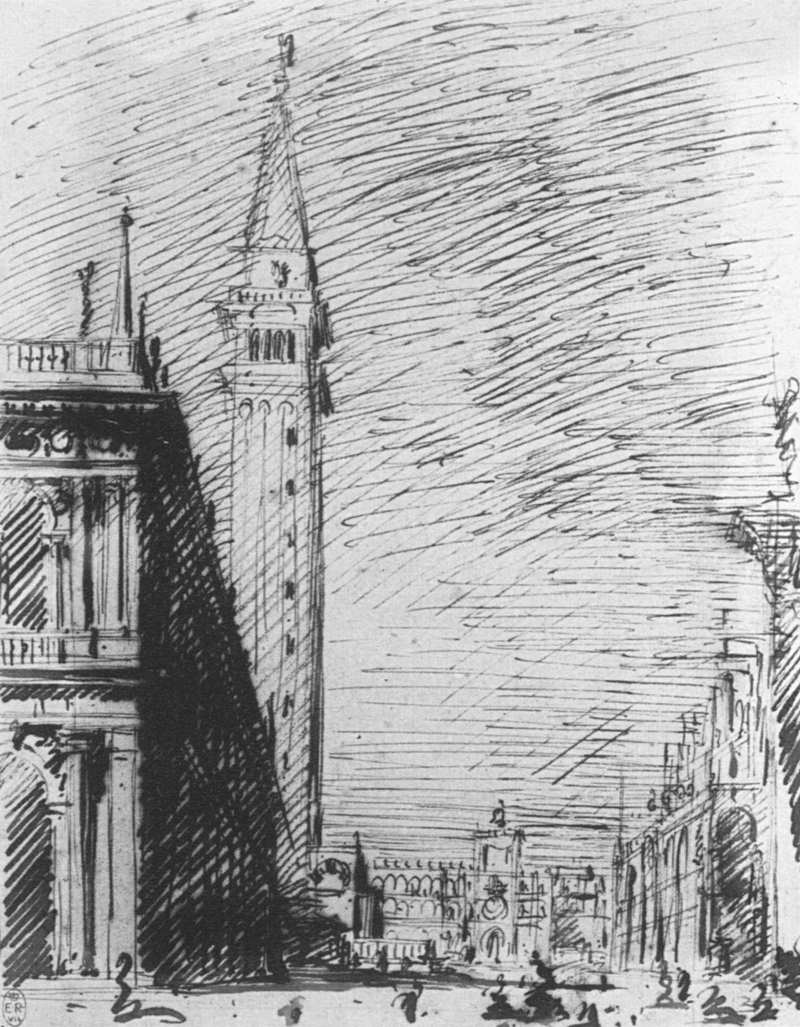
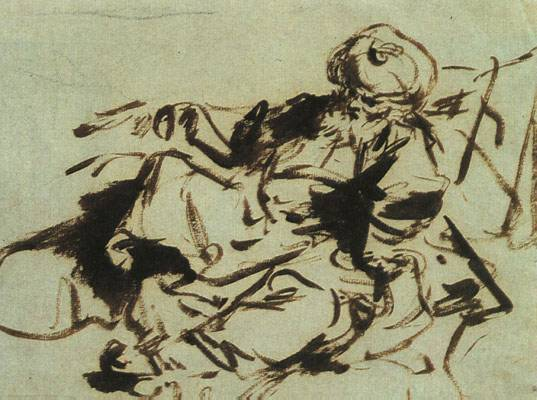
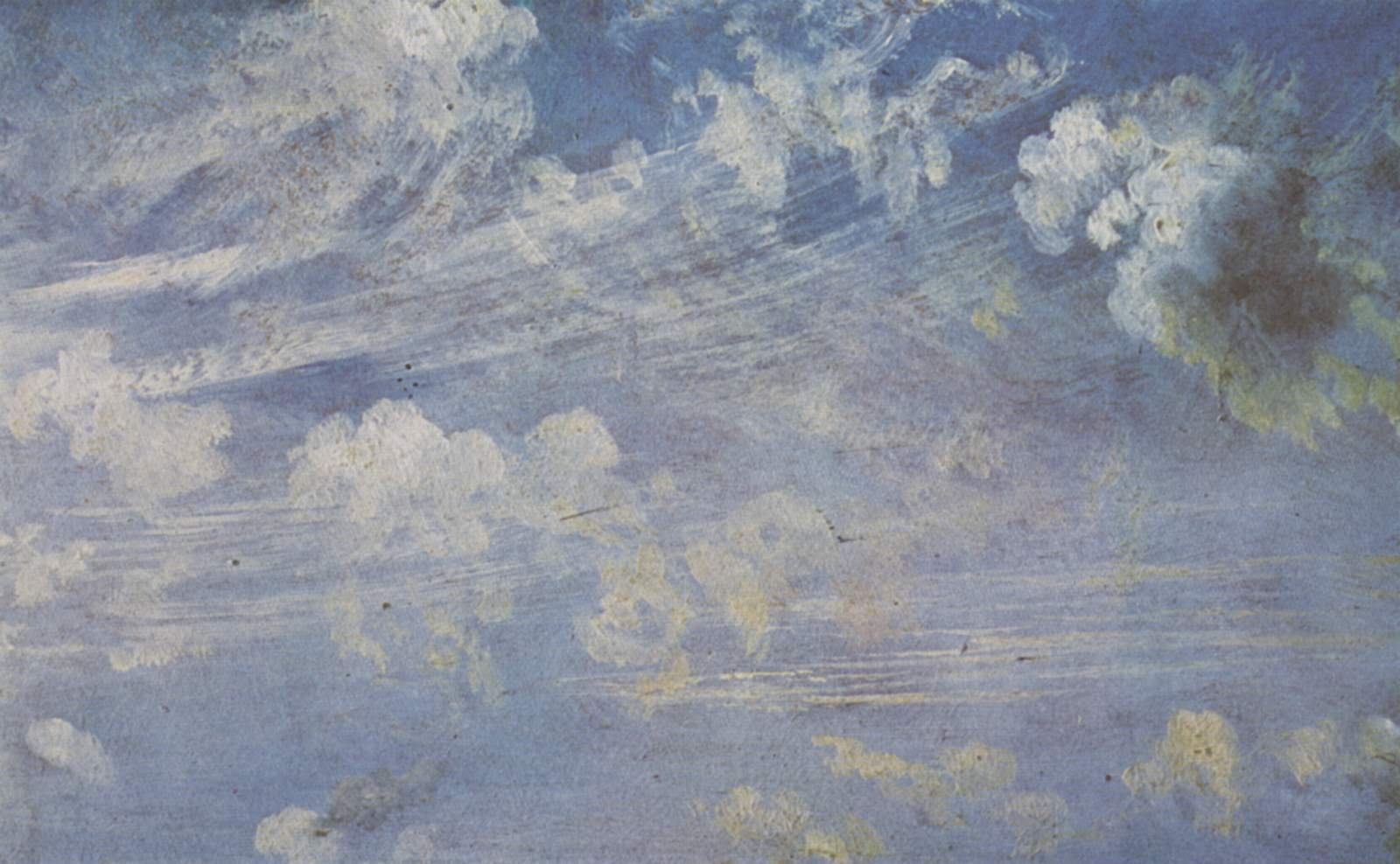
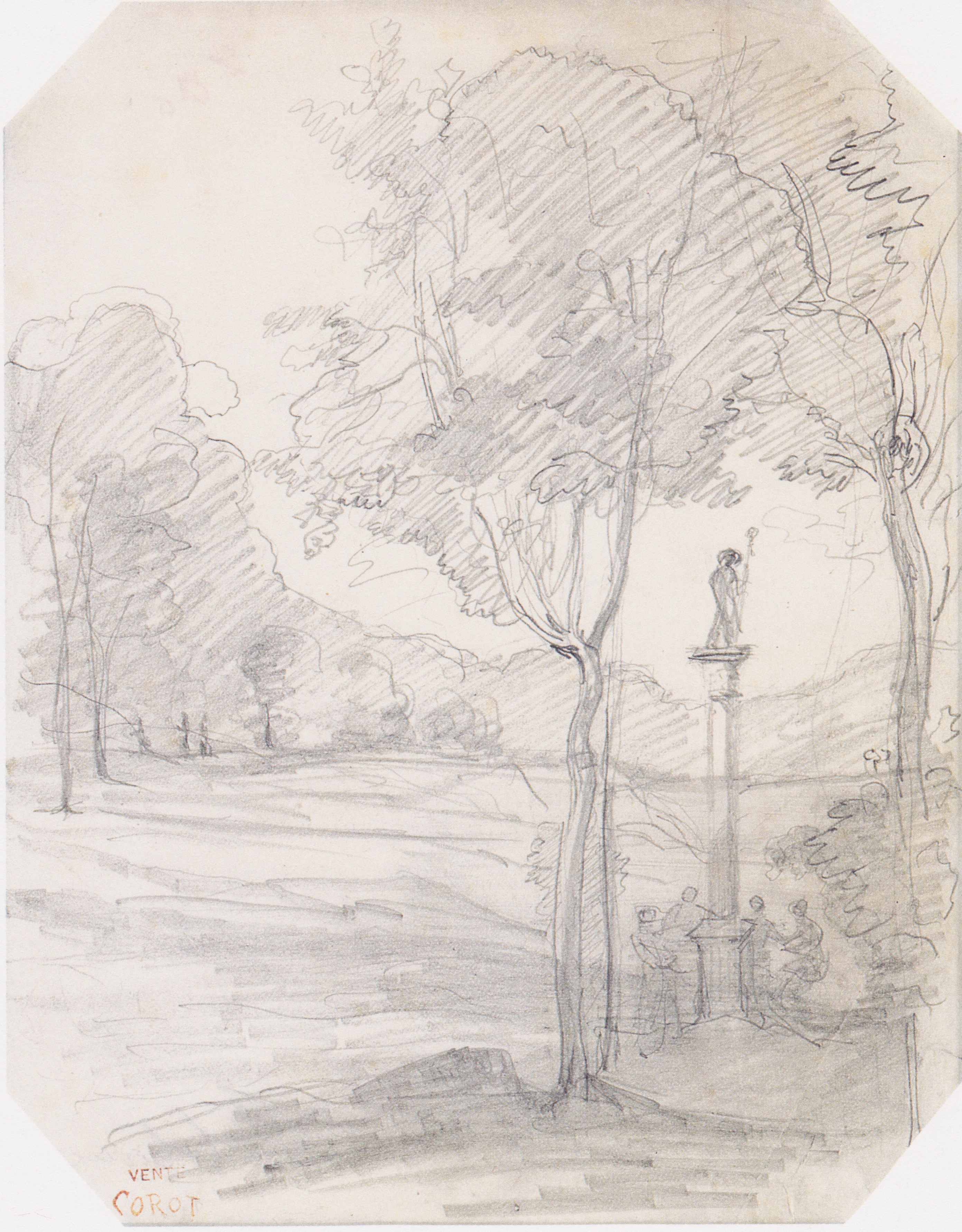
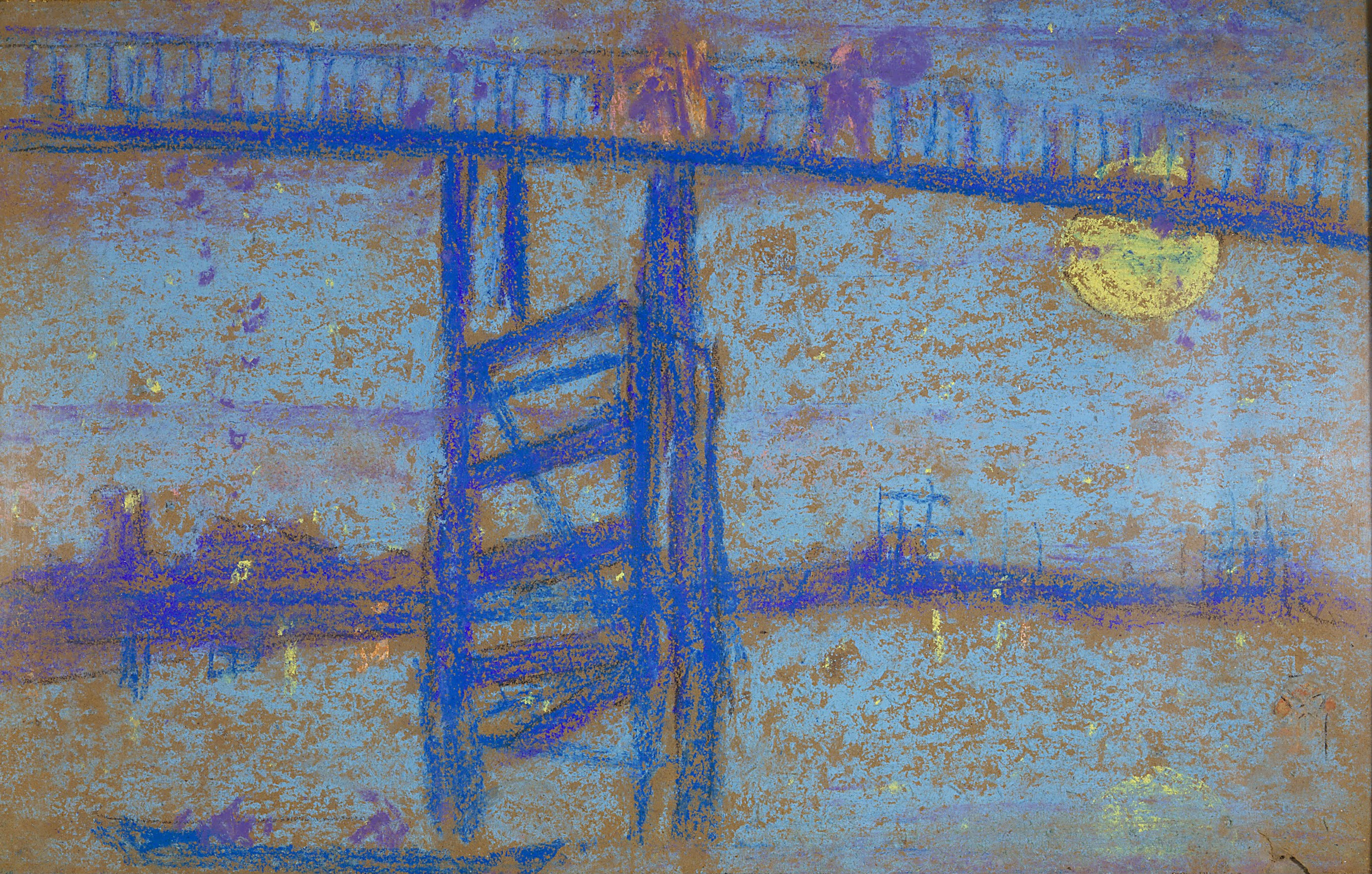
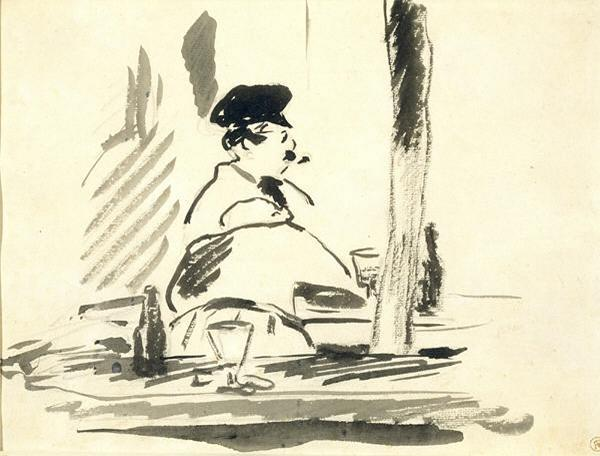
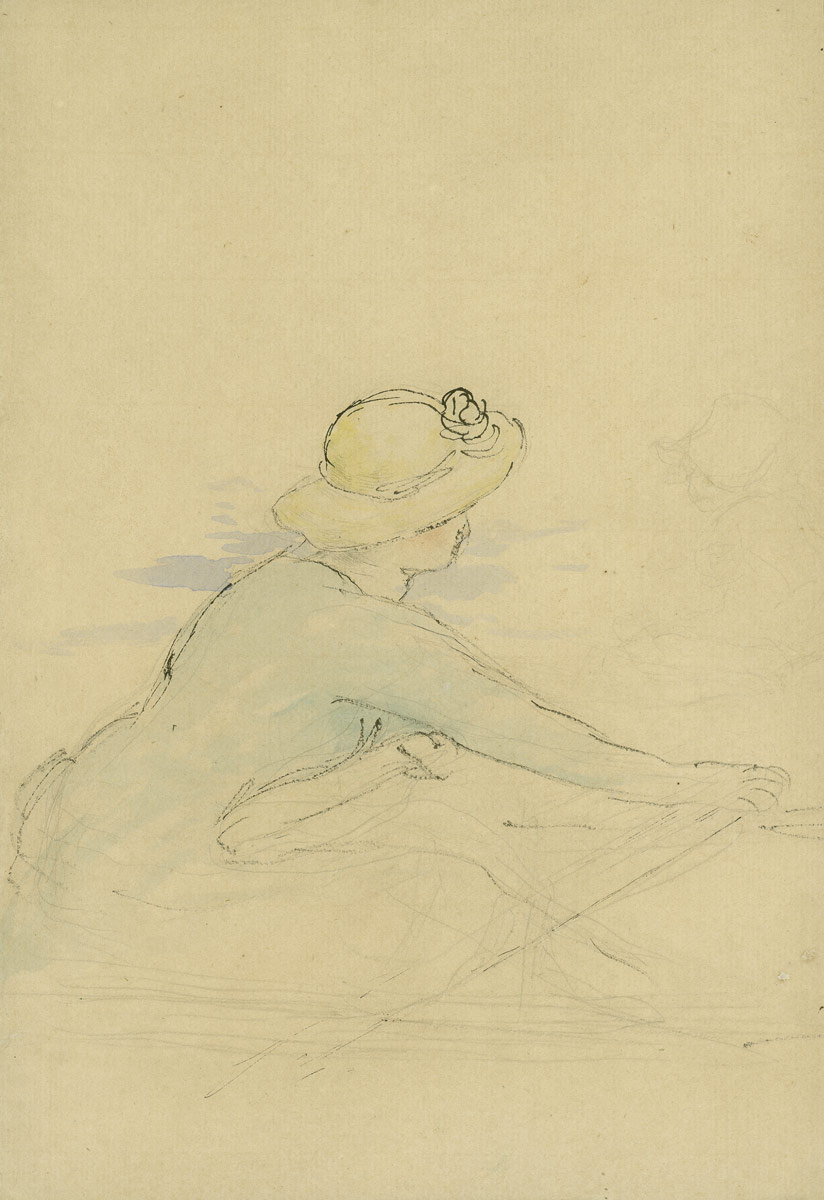
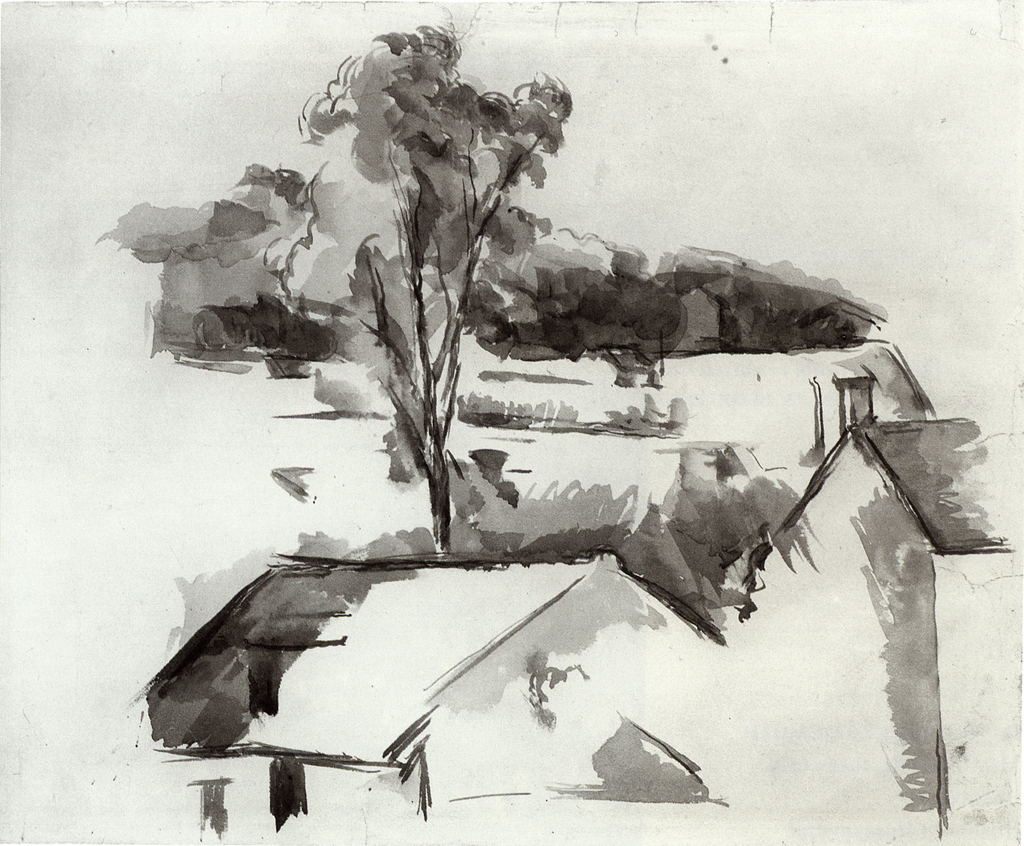
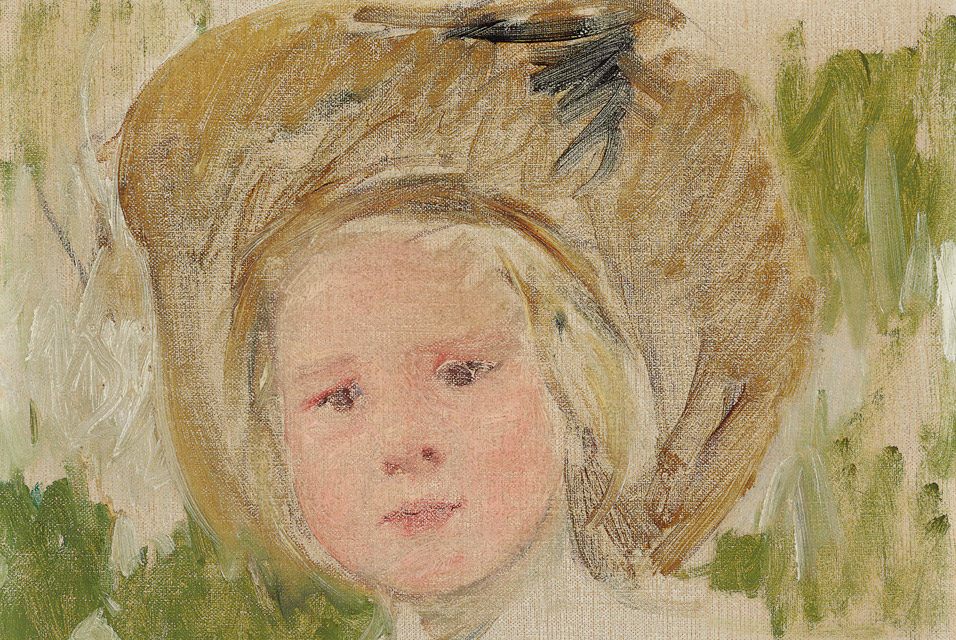
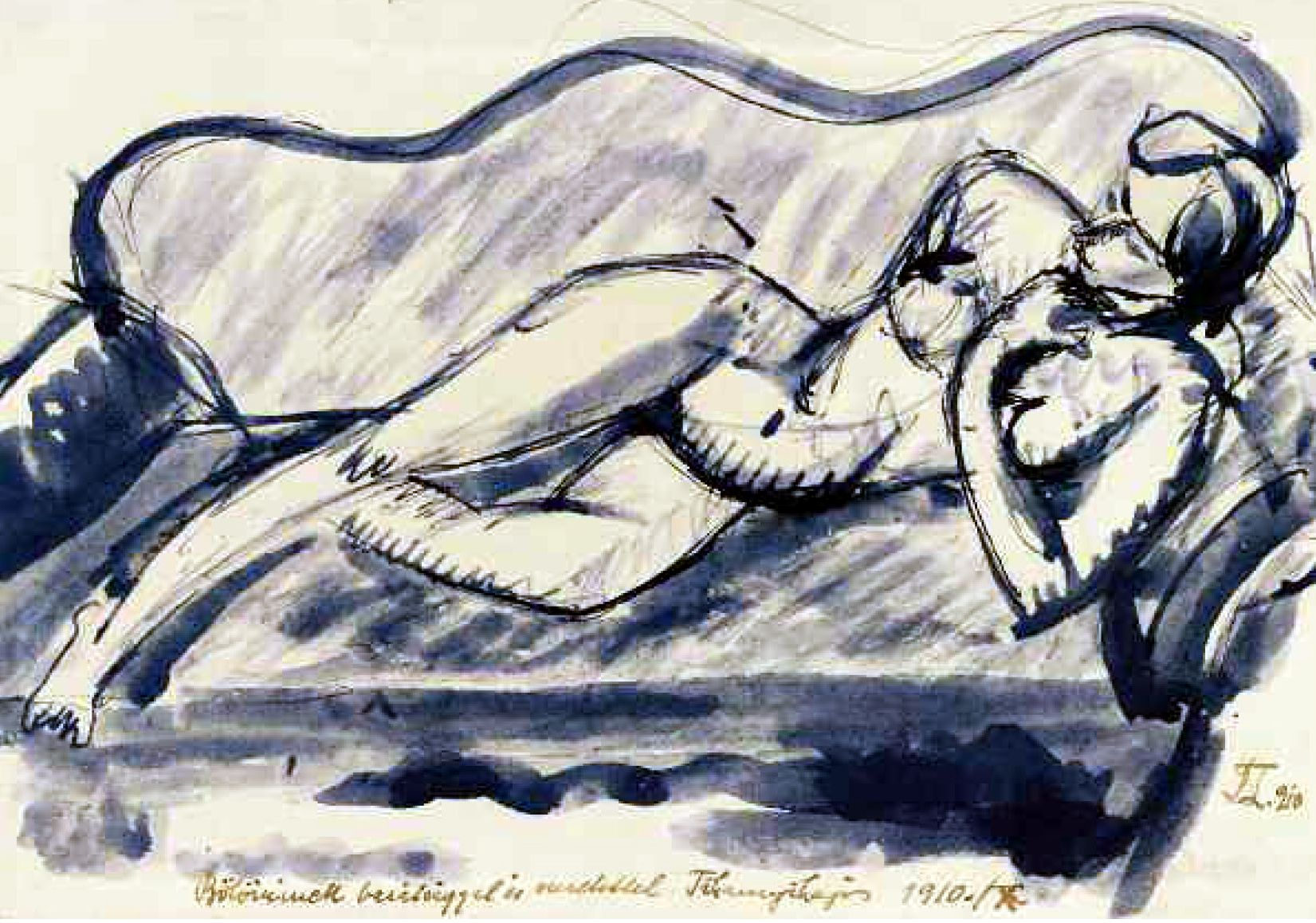
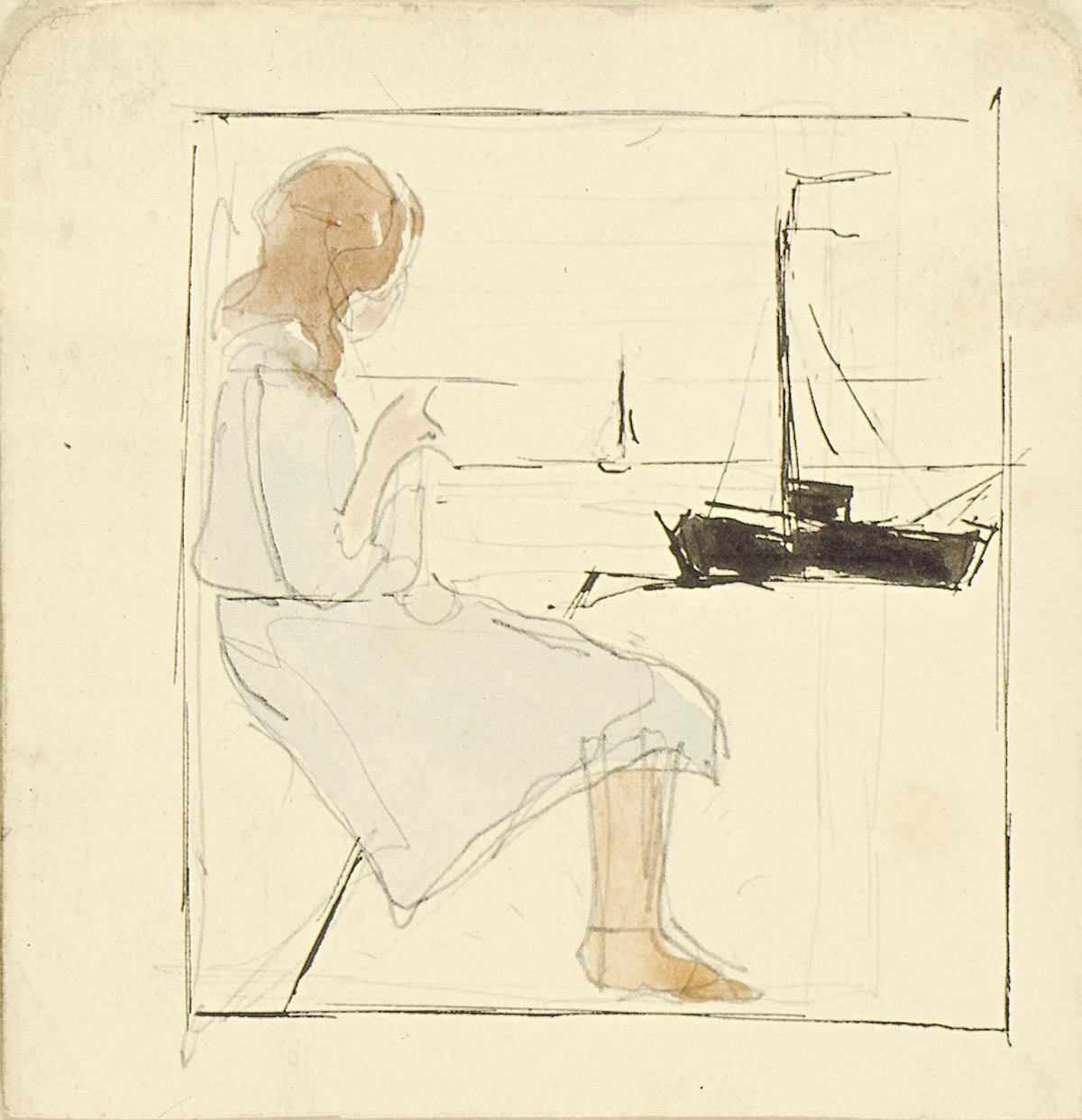
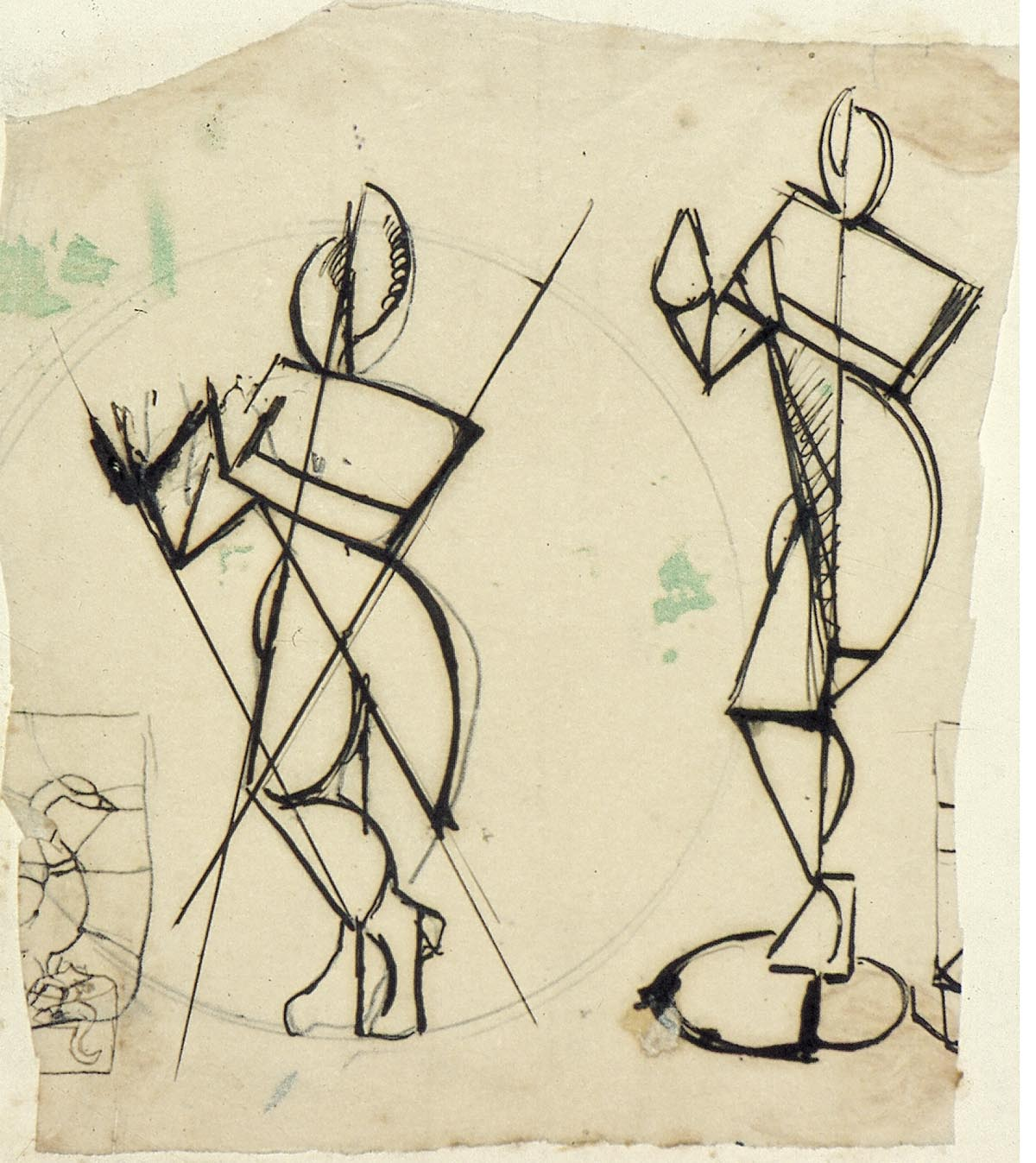
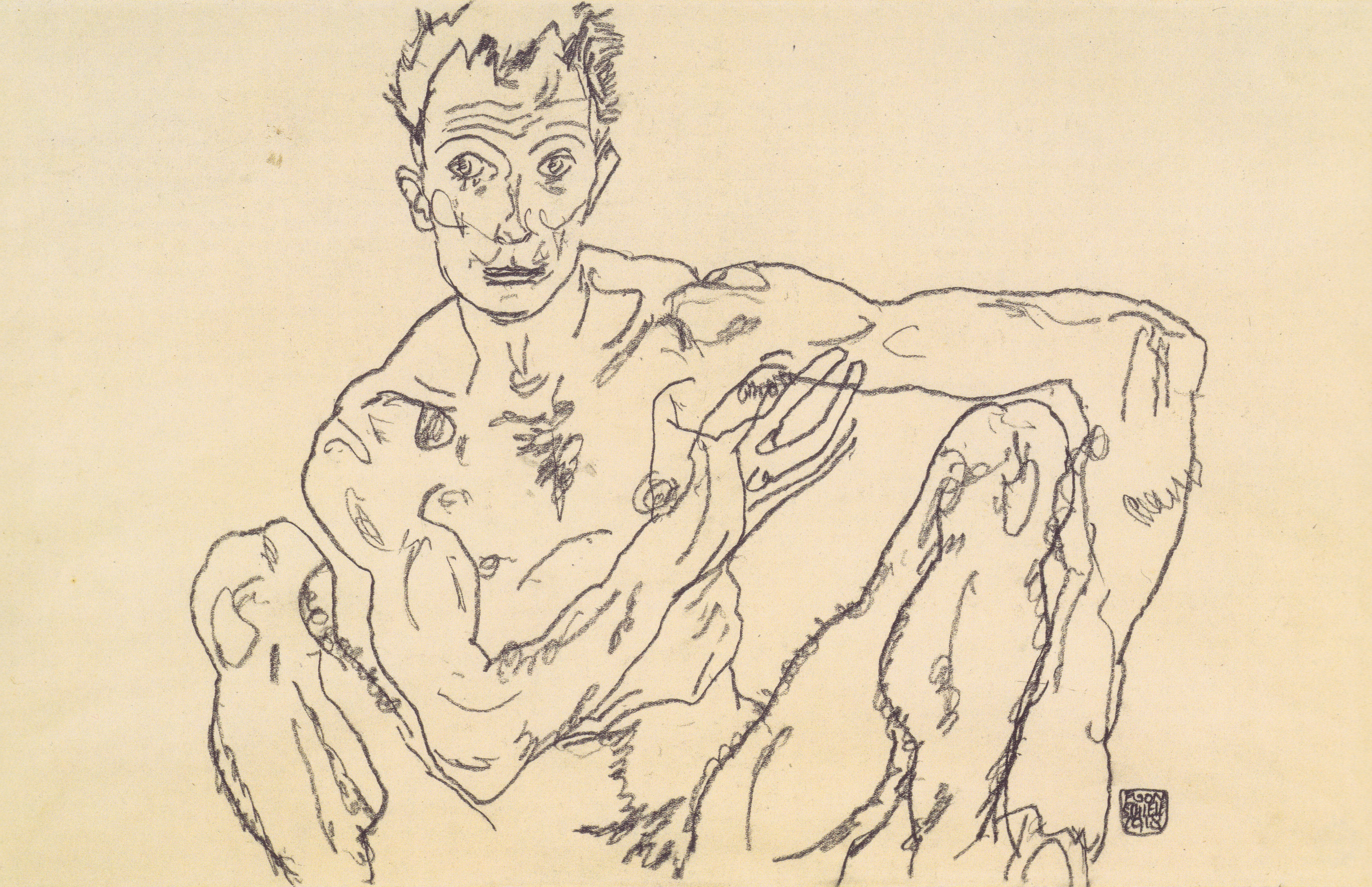
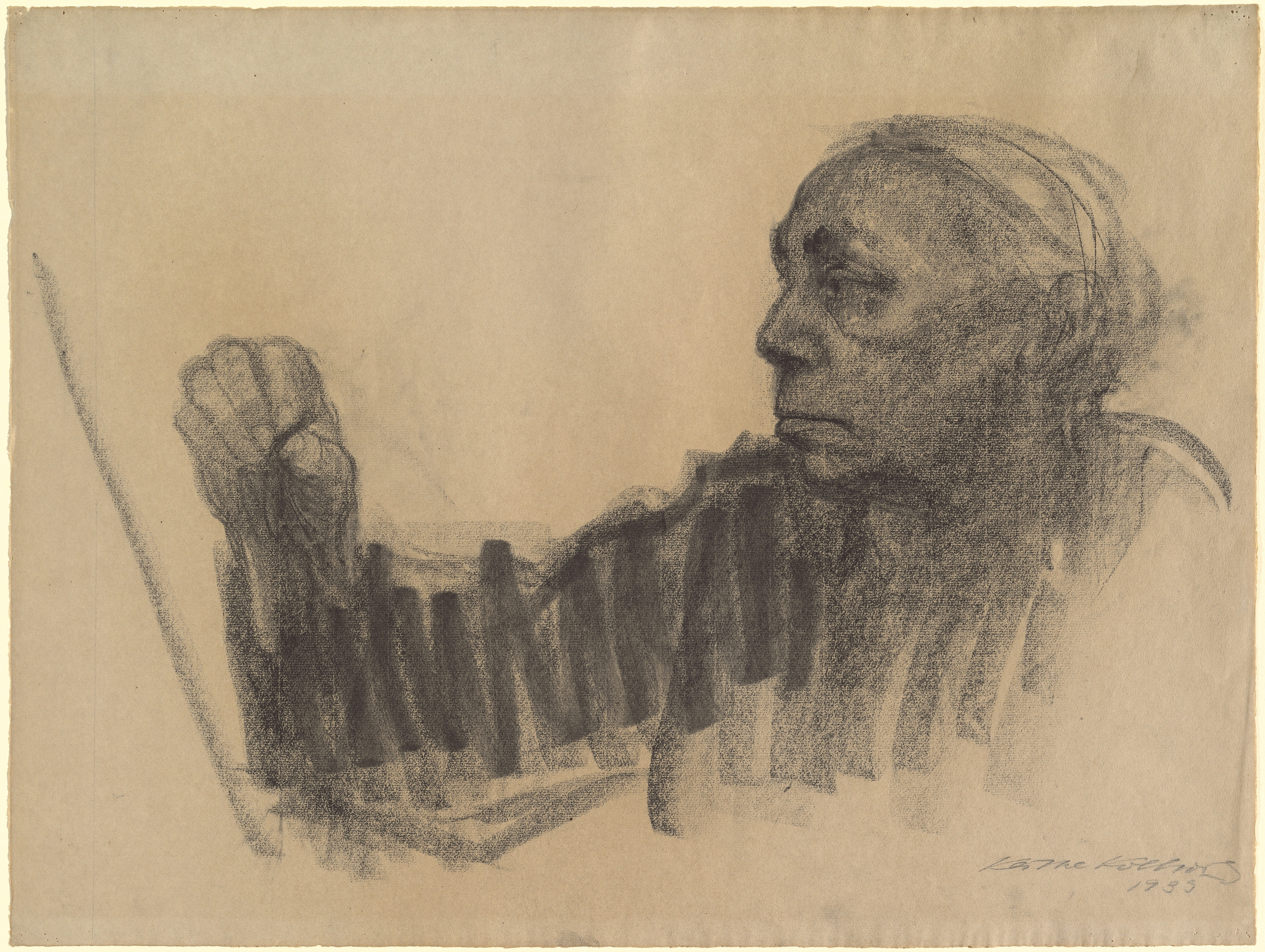
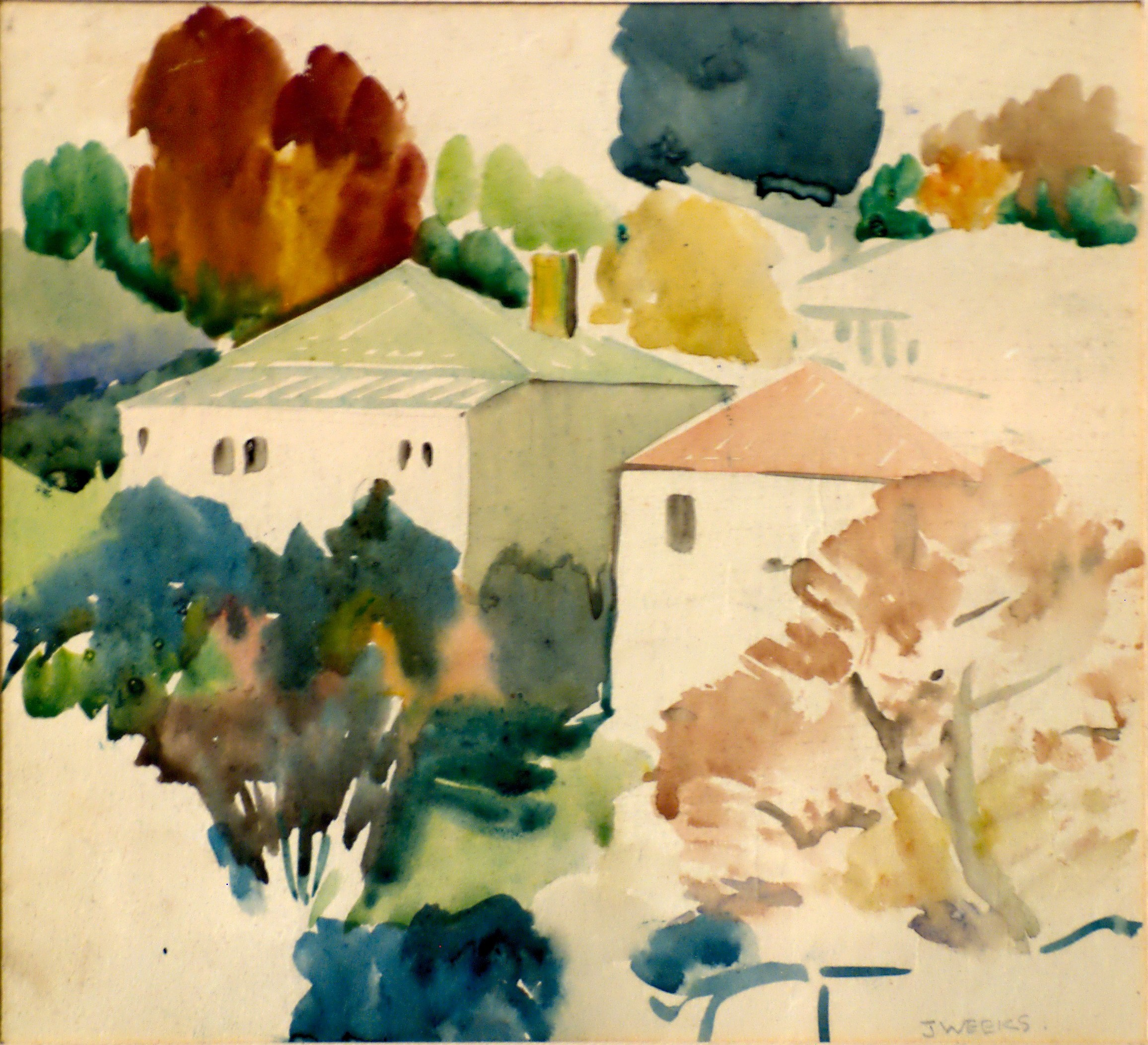
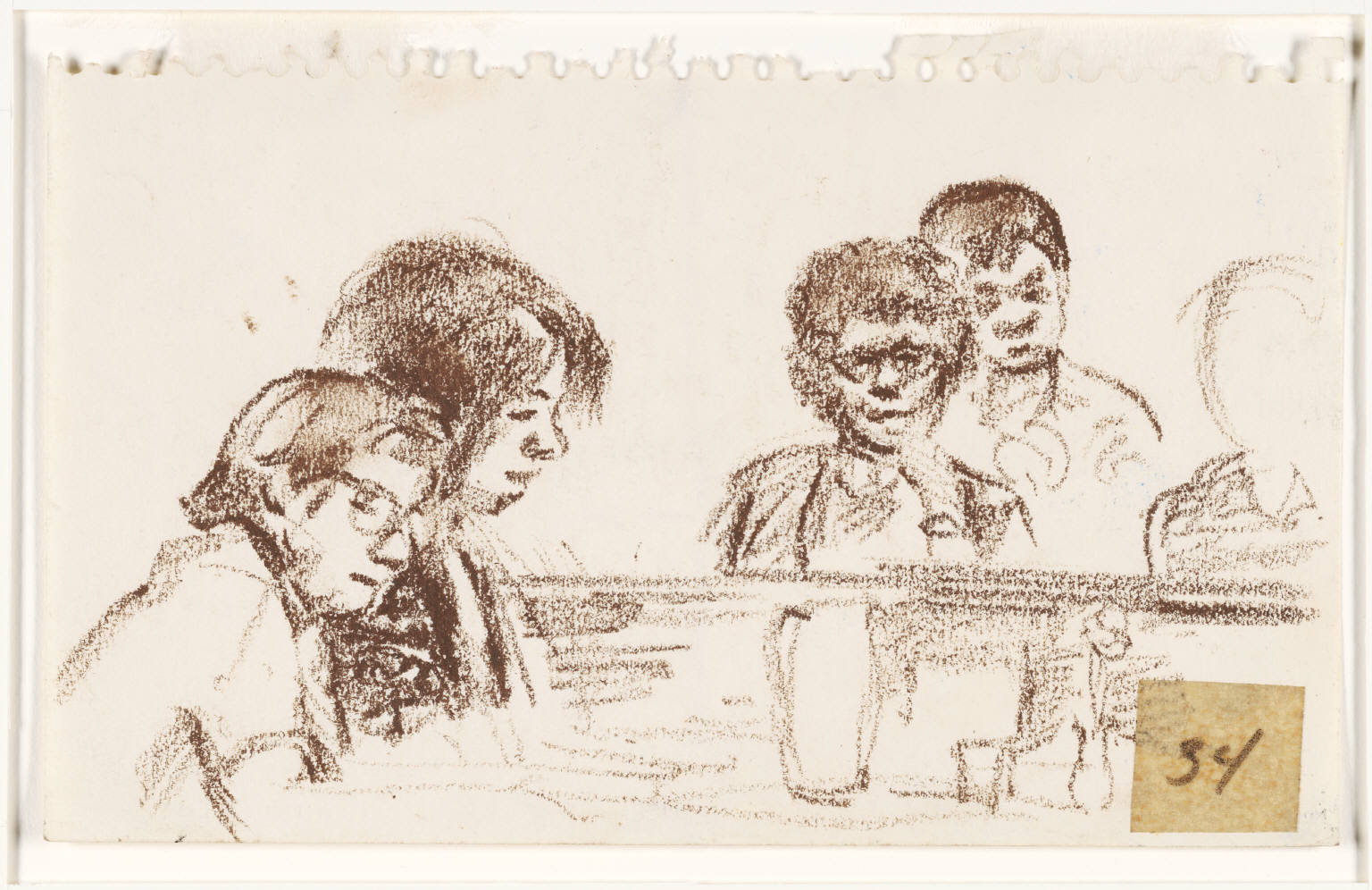

## 같이 보기
- 아이디어 스케치
- 스크래치 스케치
- 러프 스케치
- 스타일 스케치